# EBR装甲車
EBR装甲車（フランス語：Engin Blindé de Reconnaissance）は、パナール社が開発・製造した偵察戦闘車（装輪装甲車）である。75mm砲装備のEBR 75と90mm砲装備のEBR 90がある。

## 概要
このEBR装甲車の大きな特徴の一つは、八輪ある車輪のうち中央寄りの四輪を持ち上げることが可能であり、必要に応じて四輪式車両にも八輪式車両にもなれるという点である。これにより、市街地などの整地では高速走行が可能な四輪車となり、不整地では接地圧が低い八輪車になることで両方の利点を必要な時に選択することが可能である。なお、同じパナール社が後に設計した六輪式装甲車ERC 90や、ソ連製のBRDM-1およびBRDM-2装甲偵察車も同様の機能を有する。
この車両の最大の特徴は、前後対称の車体にそれぞれ運転席が存在することである。エンジンは全高の低い水平対向エンジンが砲塔の下部に配置され、乗員の配置は前後の運転席に1人ずつ（後部操縦士は無線手を兼任）、砲塔に車長と砲手という配置となり、前後端側の車輪は前後側が共に操行する四輪操舵方式となっている。後に西ドイツが開発したルクス装甲車も車体の前後に運転席を配置しているが、エンジンは後端部にあり完全な前後対称ではない。
主砲の他、副武装として機関銃3梃を装備し、主砲同軸機銃としての1梃の他、車体前後の運転席の下部に固定式に1梃ずつ設置されており、それぞれ前／後部操縦士が射撃する。
なお、本車にはNBC防御能力や浮航能力や暗視装置（夜間戦闘能力）は装備されていない。また、浮航性能もなく、水上航行能力もない。

## 開発
第二次世界大戦前の1937年に車体の原型となるパナール モデル201型装甲車の開発が行われており、1940年からの生産が予定されていた。しかし、試作車がアルジェリアで試験中に行方不明となり、大戦終結後の1951年に改めて計画が再開され、火力を大幅に強化したEBR装甲車として生産が開始された。
生産当初はFL-11 揺動砲塔に砲口初速600m/sのCN-75-49 75mm砲を搭載していたが、1954年にはAMX-13 軽戦車と同型の、自動装填装置付きFL-10 揺動砲塔に砲口初速1,000m/sのCN-75-50 75mm砲を搭載した型が登場した。しかし、EBRの車体には大きく重かったため、1960年代にはFL-11 砲塔型のみが運用されるようになった。そして、1963年には一部の車輌が、75mmライフル砲をボアアップしたCN-90-F2 90mm滑腔砲に換装されたEBR-90に改修された。なお、車体前後の固定機関銃は1950年代中盤から順次撤去されており、EBR-90は砲同軸機銃のみを装備している。
本車は1954年までに1,200両が生産され、ポルトガル、モロッコの他、チュニジア、モーリタニアそしてインドネシアにも輸出された。フランスではより小型軽量のAML 60/90などと共に使用されていたが、1978年以降は順次新型のAMX-10RCに更新されて退役した。

## 派生型
1957年には、砲塔を搭載せず、AMX-13 VCIに倣った兵員室を設けた装甲兵員輸送車型が開発され、“EBR ETT”と命名された。
エンジンや駆動系の配置は偵察戦闘車型と同一だが、車体中央部から後部にかけて拡張された戦闘室を持ち、ここに兵員を収容するが、後方操縦席もそのまま備えられている。車体中央部には7.5mm機関銃を装備したCAFL 38機関銃塔が装備されている。
フランス軍には採用されなかったが、ポルトガル軍が少数を装備した。

## 実戦投入
フランス軍に配備された車両はアルジェリア独立戦争に投入され、その後も北／西アフリカ地域で発生した紛争にフランスが停戦監視や自国民保護のために介入した際に用いられた。

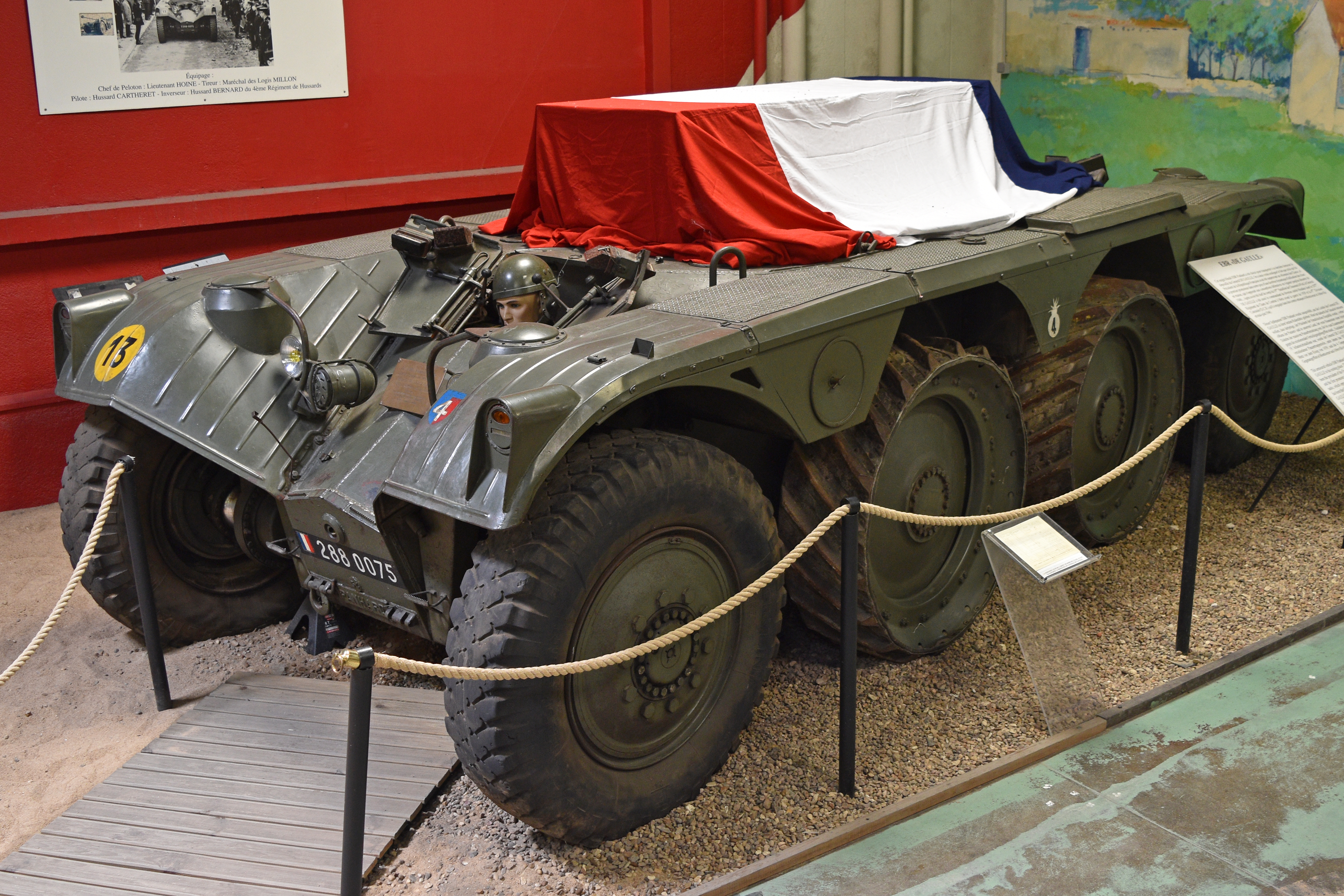
ソミュール戦車博物館に展示される、シャルル・ド・ゴールの葬送用車両。

変わったところでは、1970年11月にシャルル・ド・ゴールが死去して国葬が執り行われる際、ド・ゴールが居住していたコロンベ・レ・ドゥ・ゼグリーズからパリに棺を輸送するにあたり、砲塔を外した車両が葬送車として用いられ、三色旗に包まれたド・ゴールの棺を載せて行進した。この車両はその後も記念品として保存・展示されている。
ポルトガル軍に配備された車両は、1960年代に活発化したアンゴラやモザンビーク、ギニアビサウの独立戦争に投入されている。

## 運用国

### 現用
- モロッコ - 2024年時点で、モロッコ陸軍が40両のEBR-75を保有[2]。

## ギャラリー

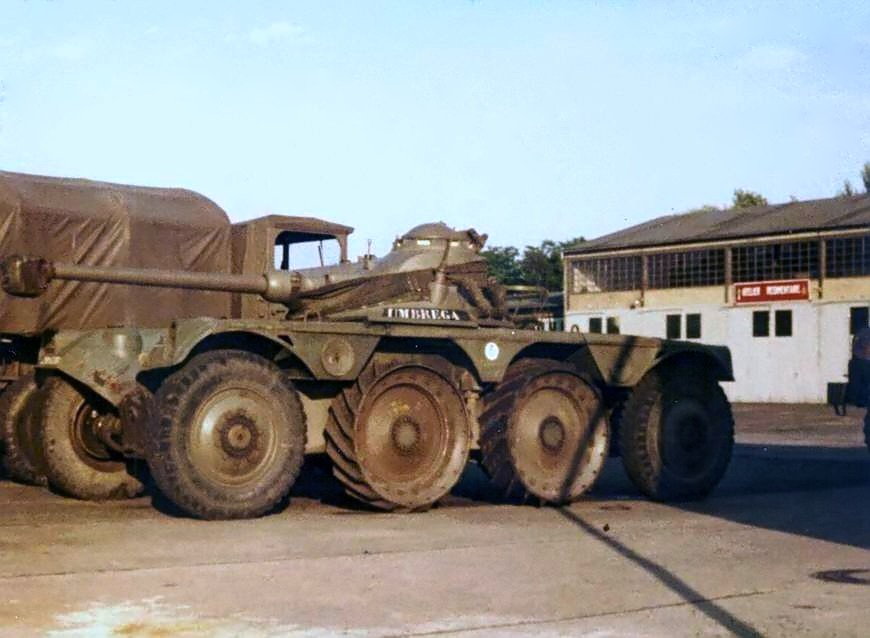
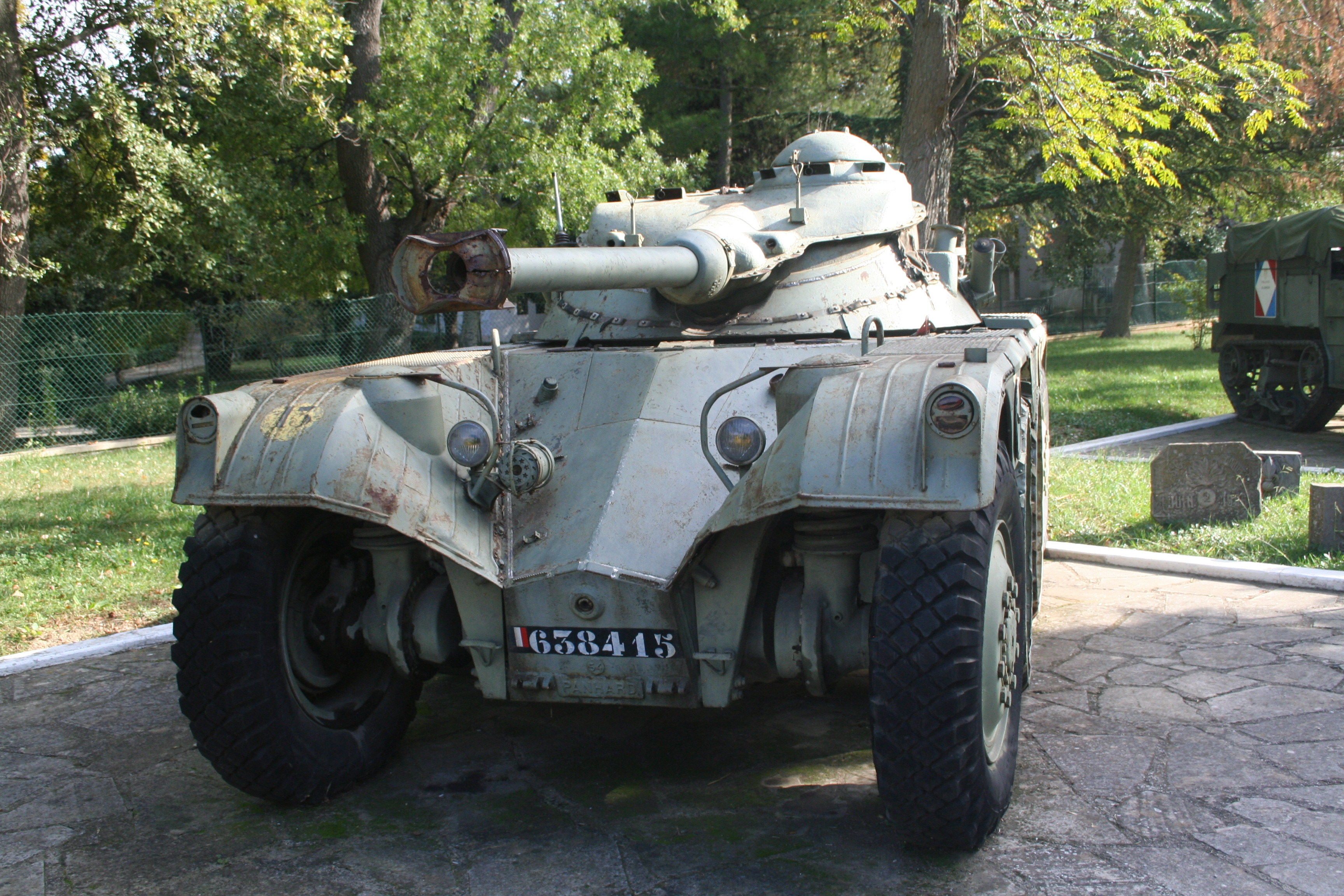
前面
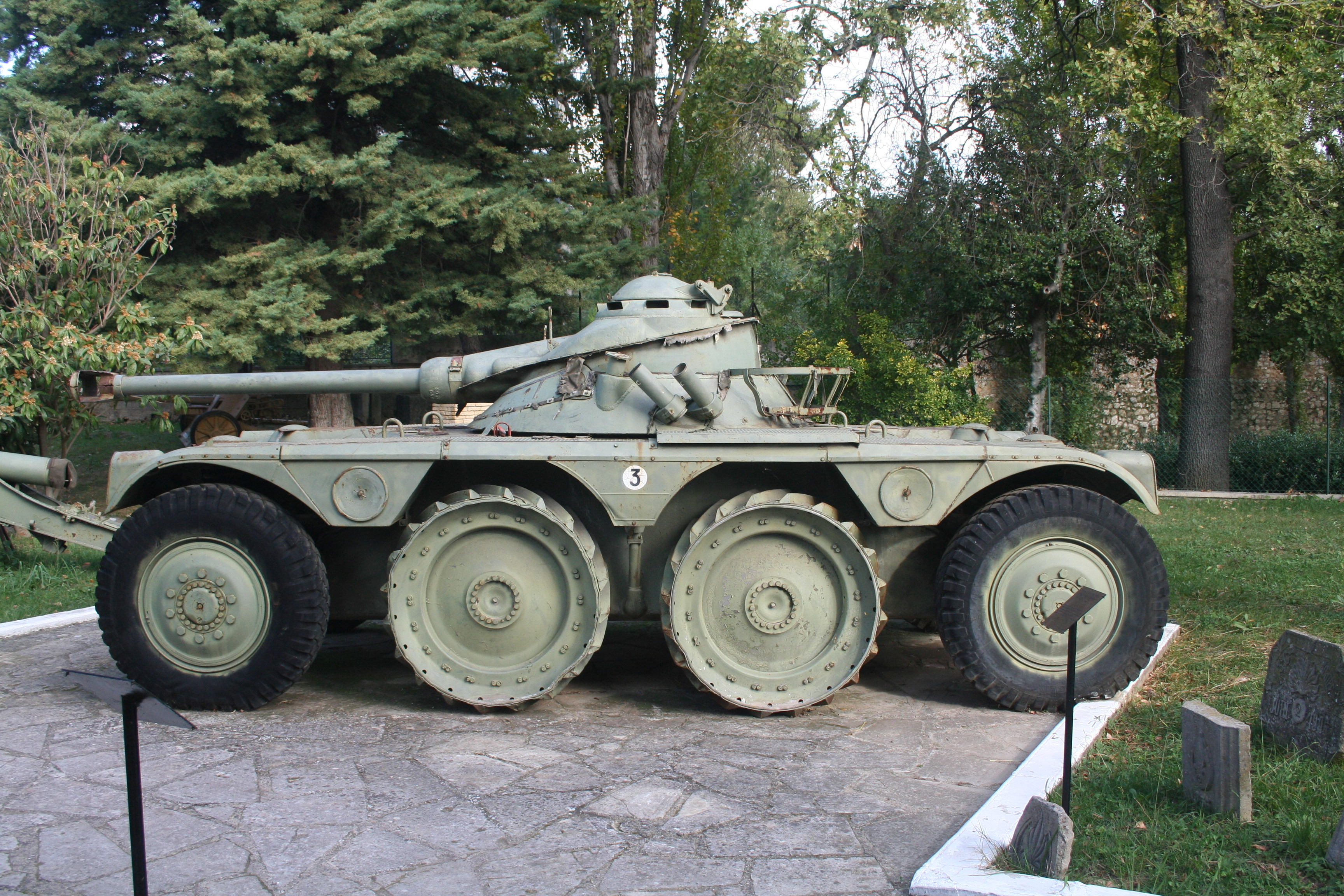
左側面
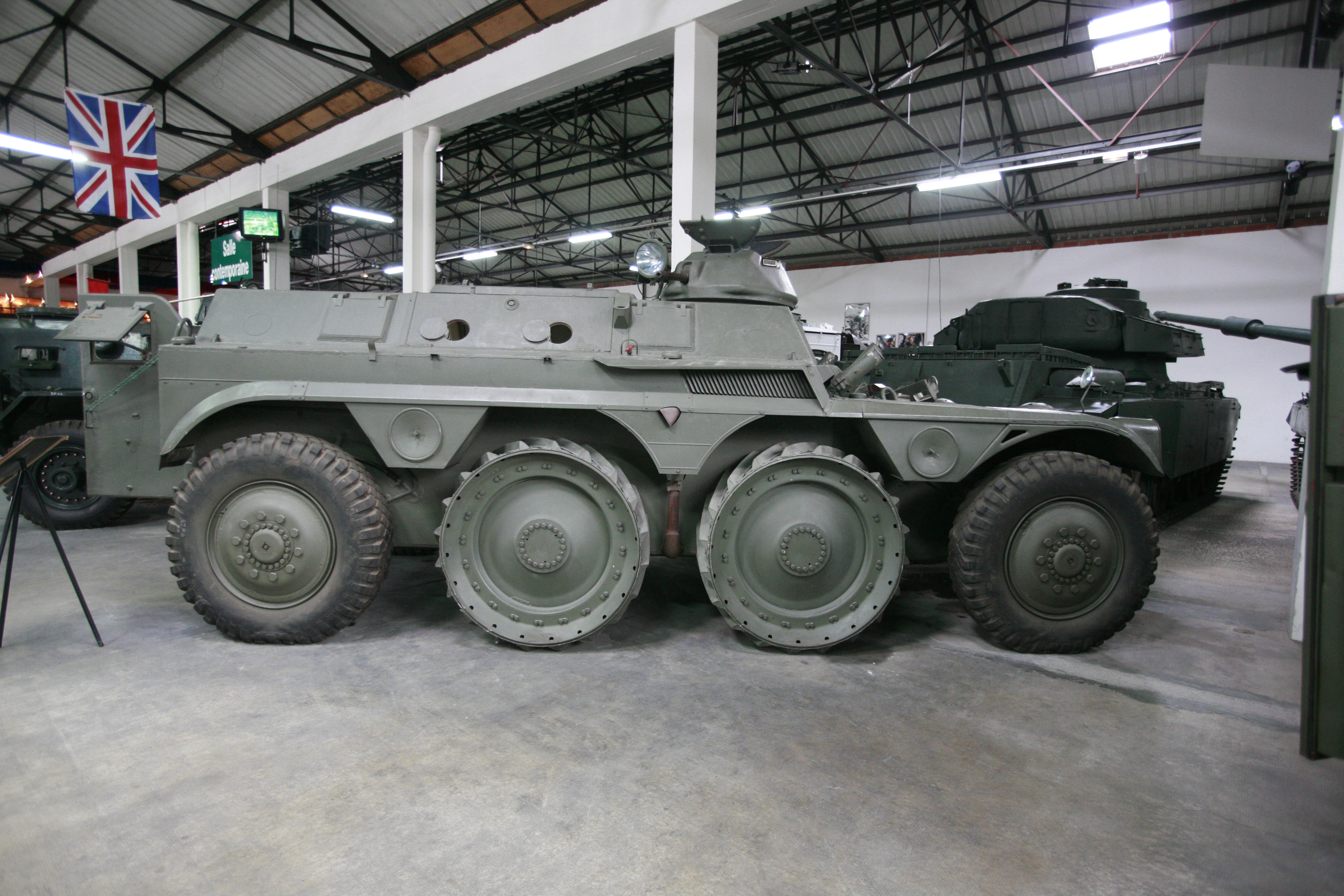
EBR-ETT

## 登場作品
- 映画

『アルジェの戦い』
フランス軍車両として登場。
- ゲーム

『R.U.S.E.』
フランスの装甲偵察ユニットとして登場。
『World of Tanks』
フランス軽戦車Panhard EBR 90、Panhard EBR 105として開発可能。
『War Thunder』
フランス陸軍の軽戦車として75mm砲搭載のE.B.R.(1954)がイベント限定車両として、90mm砲搭載のE.B.R.(1963)がバトルパス報酬車両として登場。